# 19 aC

## Esdeveniments

### Imperi romà
- Fi de les Guerres Càntabres i teòric final de la Conquesta d'Hispània per Roma. Com a conseqüència, August va ordenar que les portes del Temple de Jano es tanquessin per primera vegada en 200 anys.
- Marc Vipsani Agripa finalitza la construcció de l'aqüeducte Aqua Virgo.
- Marbod, rei dels Marcomà, és desposseït per Catualda.

## Necrològiques
- Virgili, poeta èpic romà.
- Tíbul, poeta líric llatí.